# Anita Hugi
Anita Hugi, née en 1975 en Suisse, est réalisatrice, productrice et directrice de festival de cinéma active en Suisse, en France et en Amérique du Nord. Depuis 2023, elle dirige le Département Cinéma de la Haute École d'Art et du Design (HEAD-Genève),. 

## Biographie
Anita Hugi est née à Granges en 1975, elle suit ses études dans la ville bilingue de Bienne. Puis elle effectue une formation de traductrice à Zurich et Strasbourg, et termine ses études dans la communication culturelle et le journalisme.
Elle commence sa carrière comme journaliste radio, avant de devenir responsable des documentaires sur l’art à la télévision suisse SRF de 2006 à 2016, et elle produit une série de téléfilms sur des artistes femmes du XXe siècle Cherchez la femme sur Sophie Taeuber, Meret Oppenheim. Productrice et chargée de programme, elle s’engage au sein du réseau de producteurs indépendants Eurodoc dans la formation pour le service public.
En 2009, elle conçoit avec l’artiste Lena Eriksson et la journaliste Judith Stofer le magazine digital Neuland. En parallèle, elle devient présidente de l’association des journalistes indépendants (FBZ - Freie Berufsjournalistinnen und -journalisten). En 2010, elle initie le prix des journalistes indépendants, premier prix des pays germanophones à récompenser le travail d’indépendants uniquement,,.
Auteure et réalisatrice cinématographique, elle réalise en 2015 le film Undine Le projet d’aimer, sur l'écrivaine allemande Undine Gruenter, qui remporte le prix du meilleur film littéraire LiteraVision l'année suivante.
En 2016, elle écrit et réalise le web-documentaire interactif Dada Data, avec David Dufresne, qui célèbre le centenaire du mouvement Dada,,, et qui sera récompensé notamment d’un Grimme Online Award. Les deux travailleront ensuite sur Hanna La Rouge (2018), une histoire interactive inspirée de la Grande grève générale suisse de 1918, présentée au Geneva International Film Festival (GIFF) en 2018 et au FIPADOC en 2019.
Consultante pour le Festival du nouveau cinéma de Montréal, elle est nommée directrice de programmation du Festival international des films sur l’art de Montréal en octobre 2016. De retour en Europe, en 2019, elle est nommée directrice du festival suisse de cinéma Journées de Soleure,,. Elle inscrit le festival dans le futur, en l'ouvrant à la jeunesse, aux langues et à l’innovation,,. 
Elle met en place un nouveau site web, fait d'archives complètes du Cinéma suisse, qui sera remarqué comme pionnier. En 2021, elle créé le premier prix dans le cinéma suisse dédié au premier long métrage. Pour la première édition, le prix est remis par un jury présidé par Paolo Moretti, délégué général de la Quinzaine des réalisateurs à Cannes. Elle quitte ses fonctions à l'été 2021,. Toutes ses éditions ont clôturé avec un bilan financier positif, y compris celle lors du Covid,. De nombreuses prises de position en sa faveur son publiées.
En 2021, elle conçoit et réalise Her Story Box en collaboration avec la Cinémathèque Suisse et le Musée national suisse et produit deux courts métrages, en co-production avec le Musée des Beaux Arts de Bâle. Dans la foulée, elle co-réalise Lockdown Dada Dance, projeté au Musée des Beaux-Arts de Bâle, et Marionettes in Motion, réalisé par Marina Rumjanzewa, projeté au Musée des Beaux-Arts de Bale, à la Tate Modern à Londres, en Allemagne, au Bozar en Belgique et en Norvège.  
En 2022, elle réaliste son nouveau film documentaire « Le cauchemar de Heidi » présenté en avant-première au festival littéraire de Zurich, diffusé la télévision suisse germanophone et francophone et diffusé sur Arte en juin 2023 et sur la radio-télévision japonaise (NHK) en 2024 et rediffusé 2025. C’est Marthe Keller qui lit la voix de l’écrivaine Johanna Spyri, créatrice de Heidi, et dont « Le cauchemar de Heidi » est le premier film qui retrace sa vie et son œuvre. 
Responsable du Département Cinéma de la HEAD-Genève depuis 2023, Anita Hugi engage une refonte du plan d'études, renforce l'enseignement du scénario, de la co-création et de la production, crée une option Image , propose un "Grand Atelier" à New York avec la cheffe-opératrice américaine multi-primée Kirsten Johnson à New York .  
En juin 2024, le Département propose un nouvel évènement à Genève pour célébrer la relève du cinéma, le HEAD Cinéma Festival, un festival en plein air qui rencontre un franc succès. En janvier 2025, le Département Cinéma de la HEAD est l'école invitée au Festival de Clermont Ferrand, deuxième plus grand festival en France après Cannes avec une retrospective et différents programmes actuels dédiés aux cinéastes issues et issus de la HEAD.
La diffusion des films et la visibilité des films des étudiantes et étudiants est un autre axe stratégique qui est renforcé. Leurs films de diplôme et d'atelier sont sélectionnés chaque année dans plus de 130 festivals de renom  et sont salués par des prix prestigieux à Locarno (Pardino di domani à Locarno, 2024) ou encore à Visions du Réel (Opening Scenes Award 2024).  

## Filmographie

### Réalisation
- 2013 : Le Jura - Vivier culturel[45]
- 2014 : Lilly Keller - Cultiver son jardin[46]
- 2015 : Undine, le projet d’aimer[47],[10],[11]
- 2016 : Dada Data (co-réalisé avec David Dufresne)[48]
- 2018 : Hanna la Rouge (mis en image par Anja Kofmel)[49]
- 2021 : Her Story Box (en collaboration avec Seraina Winzeler)[50]
- 2021 : Lockdown Dada Dance (co-réalisé avec Patrick Lindenmaier)[51]
- 2022 : Le cauchemar de Heidi (Heidis Alptraum) (SRF, SRG SSR, ARTE)[52],[53]

### Production
- 2021 : Marionettes in Motion by Marina Rumjanzewa (7'., Narrative Boutique, Kunstmuseum Basel, 2021)[54]
- 2021 : Lockdown Dada Dance de Anita Hugi et Patrick Lindenmaier (6'30'', Narrative Boutique, Kunstmuseum Basel, Andromeda Film)[55],[56]
- 2018 : Hanna la Rouge de Anita Hugi[57],[58]
- 2017 : L'infiltré de David Dufresne[59]
- 2012 : Sophie Taeuber Arp - Une célèbre inconnue de Marina Rumjanzewa[60]
- 2016 : Le principe Dada de Marina Rumjanzewa[61],[62]